# 계명대학교 동산병원
계명대학교 동산병원(啓明大學校 東山病院, Keimyung University Dongsan Hospital)은 계명대학교 학교 법인 산하의 상급종합병원이다. 1899년 서양식 진료소인 제중원(濟衆院)에서 시작하여 동산기독병원(東山基督病院)을 거쳐 현재의 계명대학교 동산병원으로 거듭났다.
대구광역시 중구 동산동에서 2019년 4월 15일 달서구 신당동으로 이전, 개원하였다. 

## 연혁
- 1899년 10월 1일  재단법인 미국예수교 북장로파 대한선교회 유지재단에서 제중원 설립
- 1905년 종합병원으로 발족
- 1906년 제중원을 현 동산의료원 위치로 이전
- 1911년 제중원을 동산기독병원으로 개명
- 1924년 5월 5일 동산기독병원 내 간호부 양성소(계명대학교 간호대학 전신) 설립
- 1933년 연와 방화건물 신축(700평, 80병상)
- 1953년 소아병원 신축(3층 306평)
- 1955년 외래진료소, 기숙사 식당 신축 (200병상)
- 1967년 6월 24일 입원병동(300병상) 신축, 간호학교 낙성
- 1967년 동산간호전문대학 개교
- 1967년 7월 25일 재단법인 대구동산기독병원 유지재단 설립허가
- 1970년 3월 26일 외래진료소 준공 (2,300평, 337병상)
- 1978년 10월 8일 계명대학교 이공대학에 의예과 신설
- 1979년 8월 11일 응급병동 준공(552평), 의료기관 개설 변경(560병상)
- 1980년 10월 2일 의과대학 설치인가재단법인 대구동산기독병원 유지재단 해산 및 학교법인 계명기독대학과 합병으로 계명대학교 의과대학 부속 동산의료원으로 개칭
- 1980년 10월 19일 재단법인 대구동산기독병원 유지재단 해산 및 학교법인 계명기독대학과 합병으로 계명대학교 의과대학 부속 동산의료원으로 개칭
- 1981년 2월 2일 계명대학교 의대 부속 동산의료원 개원
- 1982년 9월 11일 계명대학교 동산의료원으로 발족
- 1988년 1월 26일 암치료센터, 신장병센터, 중앙수술부, 중앙집중치료부 통증치료실 준공
- 1989년 6월 22일 재단법인 동산의학연구재단 설립
- 1990년 동산간호전문대학 폐교
- 1990년 3월 1일 계명대학교 의과대학 간호학과 신설
- 1991년 3월 11일 계명대학교 의과대학 부속 경주동산의료원 개원
- 1994년 3월 1일 간호대학 승격
- 1999년 10월 1일 개원 100주년기념식 / 의료선교박물관 개관
- 2000년 5월 20일 의과대학, 간호학부, 의과학연구동 신축기공(성서캠퍼스)
- 2011년 4월 4일 응급병동 개소
- 2014년 12월 보건복지부 '상급종합병원' 지정
- 2019년 4월 15일 계명대학교 동산병원 이전 개원 (대구광역시 달서구 달구벌대로 1035)

## 관련 기관
- 계명대학교 의과대학
- 계명대학교 간호대학
- 대구동산병원
- 경주동산병원

| 브랜치병원              | 위치 | 유형    | 응급실 유무 |
| ----------------------- | ---- | ------- | ----------- |
| 계명대학교 동산병원     | 대구 | 3차병원 |             |
| 대구동산병원            | 대구 | 2차병원 | 유          |
| 계명대학교 경주동산병원 | 경주 | 2차병원 | 유          |

## 역사
제중원은 두 번째 원장이자 선교사였던 아치볼드 그레이 플레처(Archibald Gray Fletcher, 1882–1970) 박사의 재임 기간 동안 동산기독병원으로 불리기 시작했다. 1921년 병원은 전도회(복음전도회)를 설립하여 147개의 교회 설립에 기여했으며, 의료 서비스가 부족한 농촌 지역에 의료 지원을 제공했다.
한국전쟁 이후 병원은 한국 최초로 소아병원을 설립하여 전쟁 고아들에게 무료 치료를 제공했다. 1980년 동산병원은 계명대학교와 통합하여 의과대학을 설립했으며, 1982년에는 "계명대학교 동산의료원"으로 개명되었다.
2019년 계명대학교 동산의료원은 계명대학교 성서캠퍼스 내 달구벌대로에 새로운 병원을 개원했다.